# 樊氏
樊氏，中国东汉末期女性。趙範哥哥的妻子。
劉備平定長江南岸，以趙雲代趙範为桂陽郡太守。樊氏有国色，丈夫去世守寡在家，趙範想把她嫁给趙雲。趙雲推辞：「你我同姓，你的兄长就像我的兄长」，固辞不许。当時，有人劝趙雲答应趙範娶樊氏，趙雲说「趙範被迫投降，他的真心未知。天下女性不少」，于是不娶。趙範逃亡到曹操属下。
盧弼《三国志集解》：「樊氏國色，而子龍不取，賢於關羽之乞娶秦宜祿妻去遠矣。」 
京劇《龍鳳呈祥》里有「取桂陽」。

## 遊戲形象
- 真·三國無雙 blast （光榮特庫摩；齊藤梨繪配音）

## 漫畫
- 《火鳳燎原》（陳某）:於荊南奪城篇時登場，設定為趙統之生母，在燎原火以「趙火」身份潛伏趙賢身旁伺機行刺許臨[1]時已相識[2]，並結婚及懷有趙統，後因小孟之言而誤被燎原火抛棄，後美色及行刺來扶助趙範，在桂陽重遇燎原火時，得知燎原火無忘記自己並安頓自己的父親，後燎原火與趙範之同鄉兼同姓的義弟「水鏡八奇」之一趙昇對峙時，被趙昇挾持並殺害。